# Demi-lune (fortification)
Pour les articles homonymes, voir Demi-lune.
Une demi-lune, ravelin ou boulevard, est en fortification bastionnée un ouvrage extérieur en forme de « V » destiné à couvrir la courtine et les bastions. Elle est généralement placée entre la tenaille et le glacis et peut être renforcée par l'adjonction d'un réduit,.

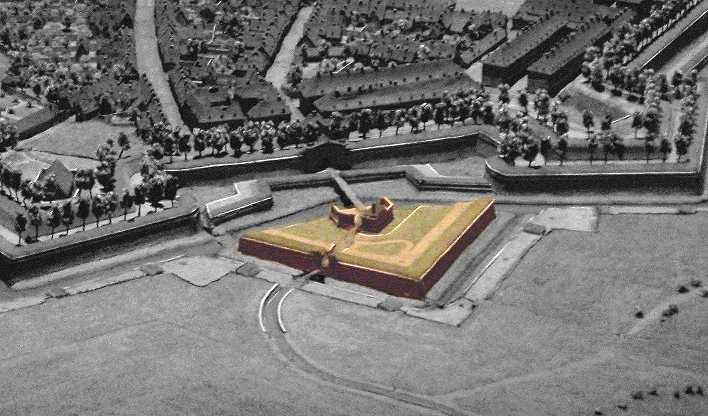
Demi-lune avec réduit sur le plan-relief de Menin.
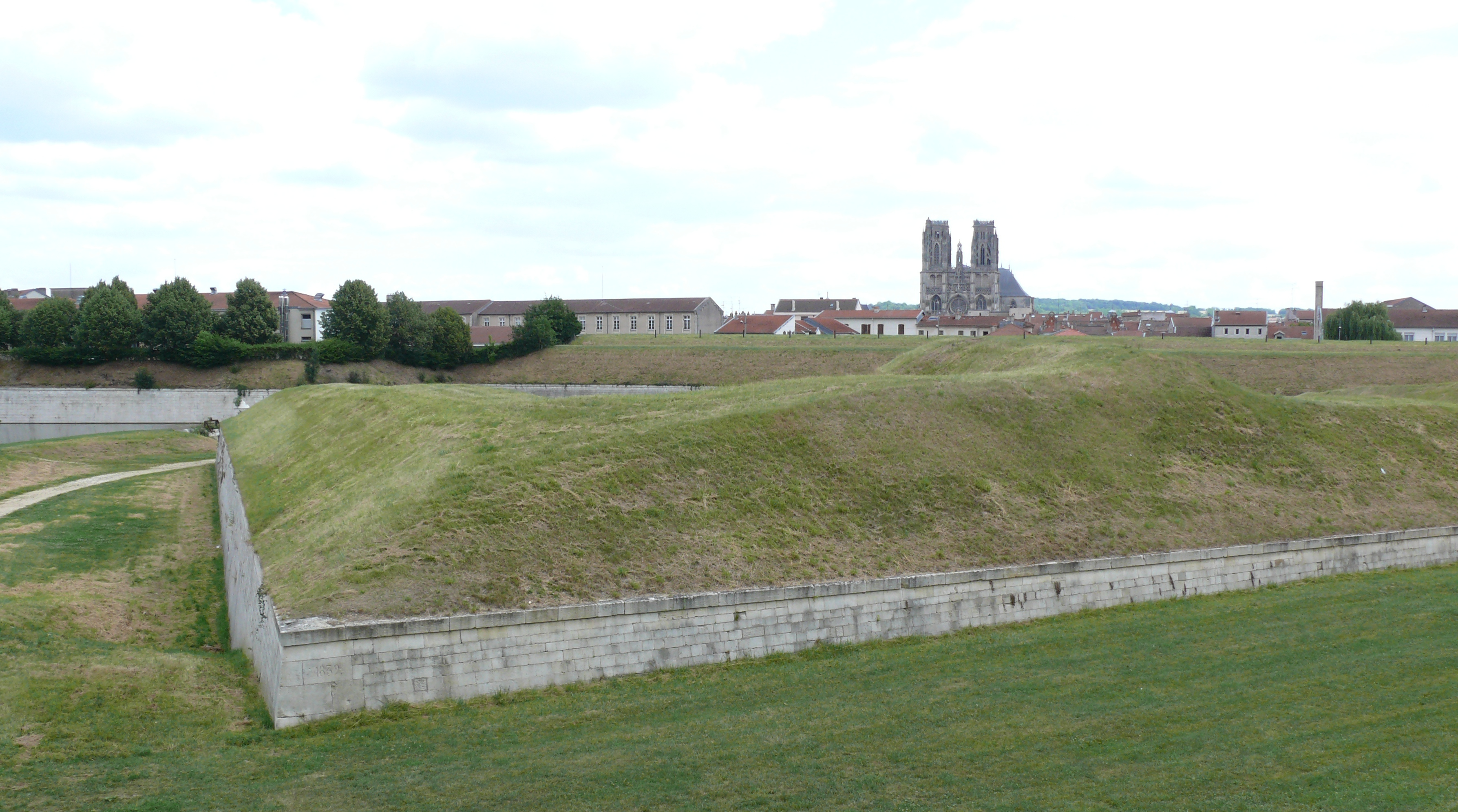
Demi-lune de l'enceinte bastionnée de Toul.
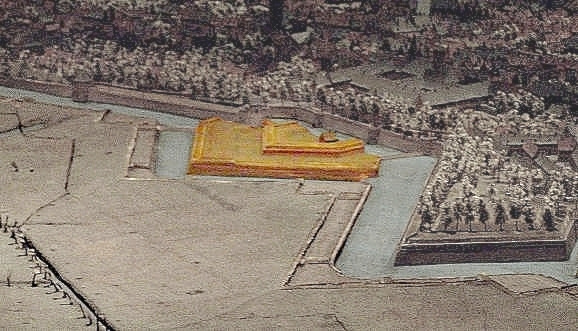
La demi-lune des Jésuites, avec son réduit, vue sur le plan-relief de Bergues.
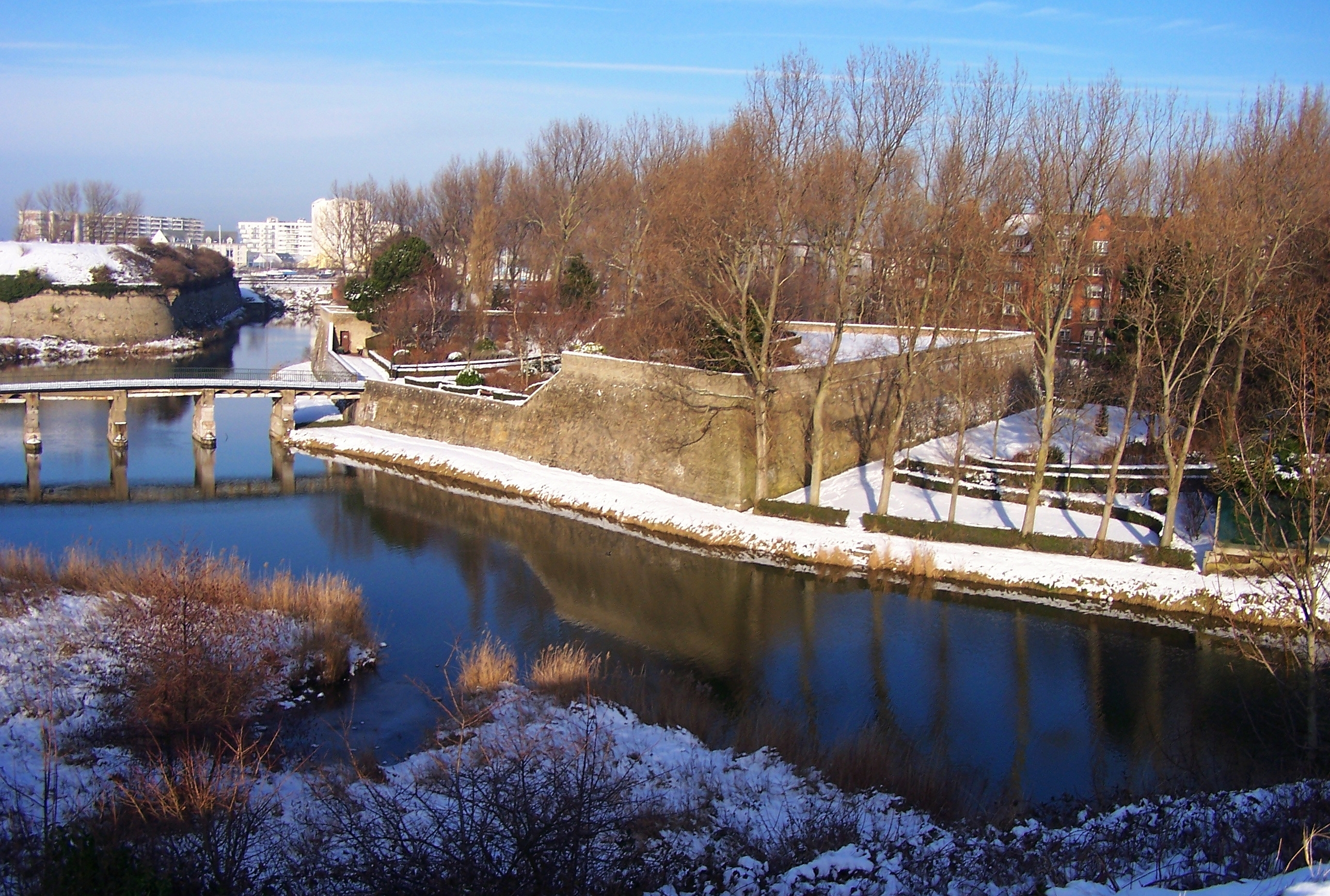
Calais : tournée vers la ville, la demi-lune de l'Hermitage devant la citadelle.

## Sources
1. ↑  « demi-lune », sur le site du Centre National de Ressources Textuelles et Lexicales (CNRTL) (consulté le 23 juin 2018).
2. ↑  « Demi-lune », sur le site Fortification et Mémoire Le site des passionnés – De Vauban à Todt (consulté le 23 juin 2018).